# Antoni Siedek
Antoni Siedek (ur. 1843, zm. 22 lutego 1893) – polski architekt działający w Krakowie najczęściej projektował w stylu neorenesansowym.

## Prace
- remont wnętrza kamienicy Margrabskiej, Rynek Główny 47, 1882
- przebudowa kamienicy Januszowiczowskiej, Rynek Główny 40, 1883
- pałac Czapskich, ul. Piłsudskiego 10-12, 1884
- willa Biały Domek, ul. Lubicz 21, dom własny, 1887
- restauracja Wikarówki na Wawelu, 1889
- pałacyk Juliusza Johna, ul. Lubicz 15, 1891
- kamienica z pracownią malarską Piotra Stachiewicza, a potem Leona Wyczółkowskiego, ul. Starowiślna 10, 1893

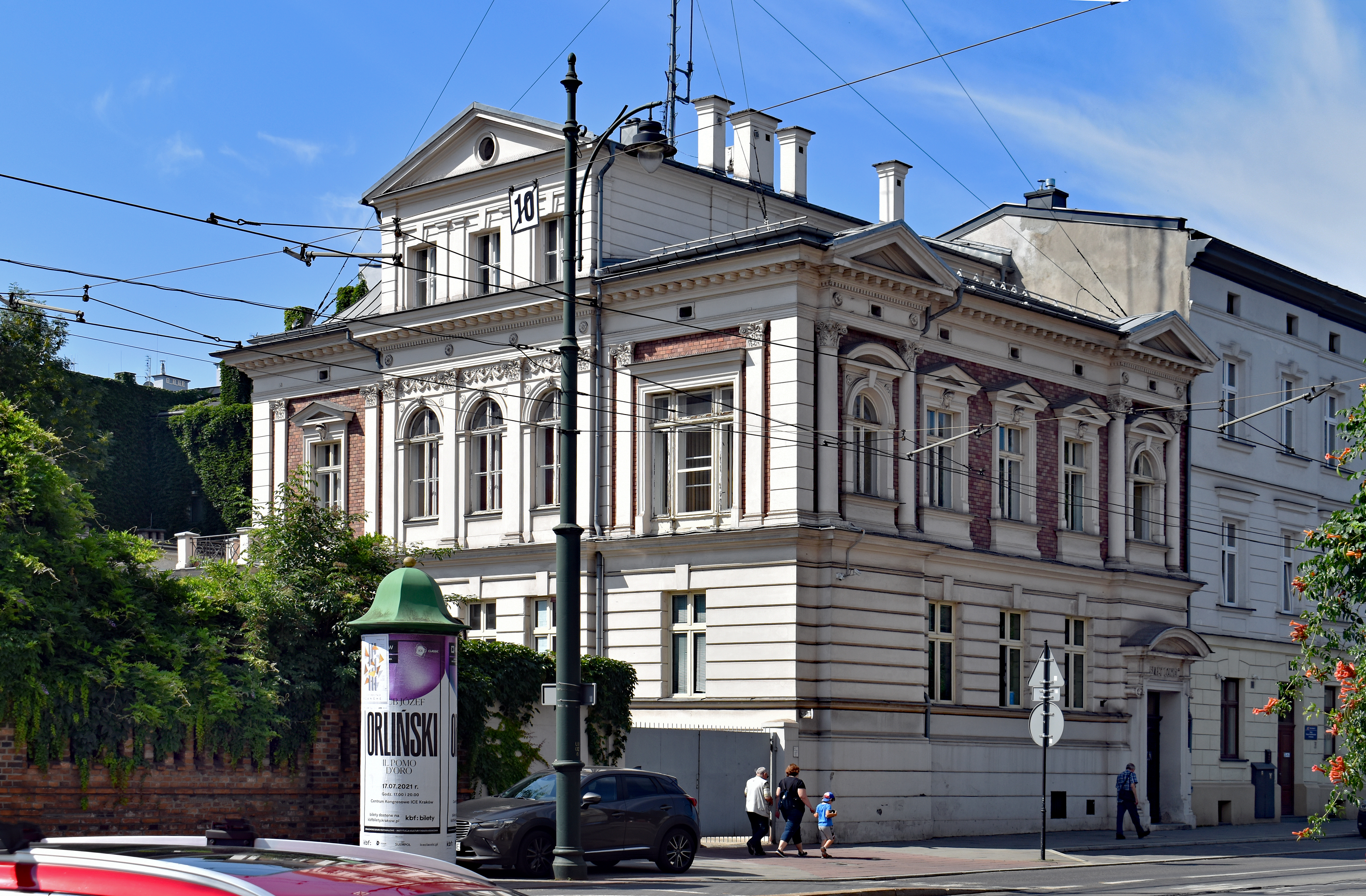
Kraków ul. Lubicz 21. Willa Biały Domek
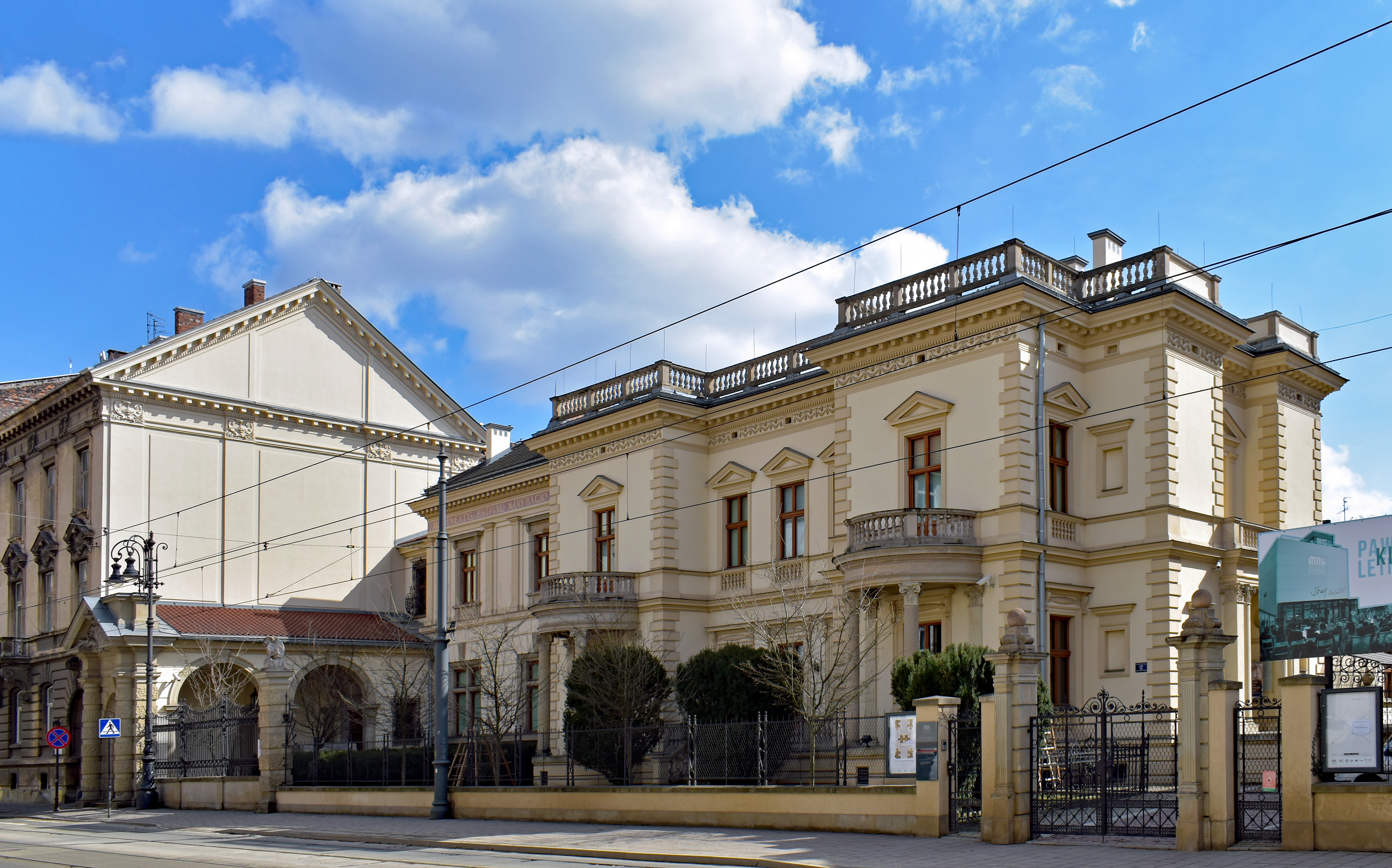
Kraków ul. Piłsudskiego 10-12. Pałac Czapskich
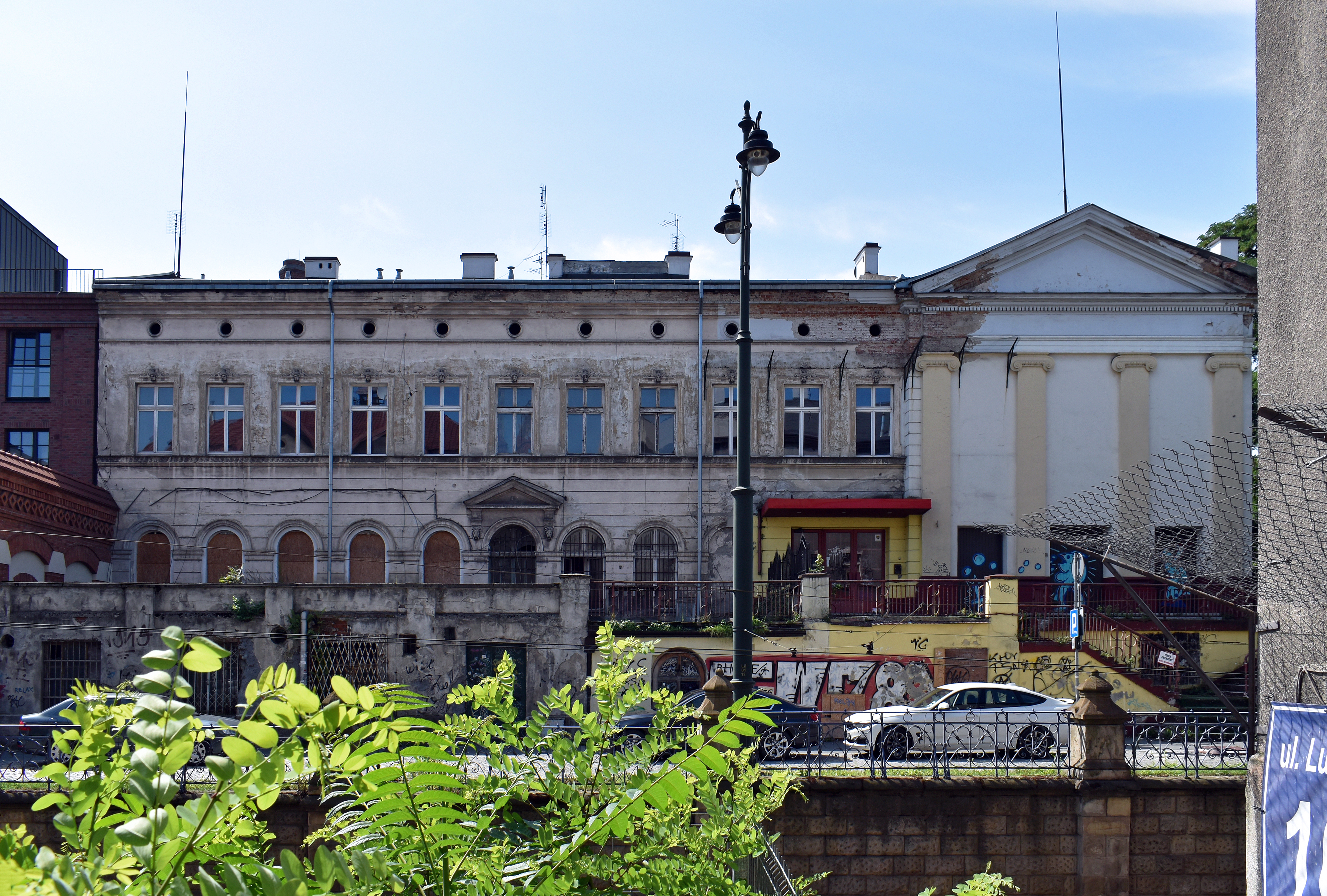
Kraków ul. Lubicz 15. Pałacyk Juliusza Johna Dawna piwiarnia i restauracja browaru. Po 1945 kino „Młoda Gwardia”
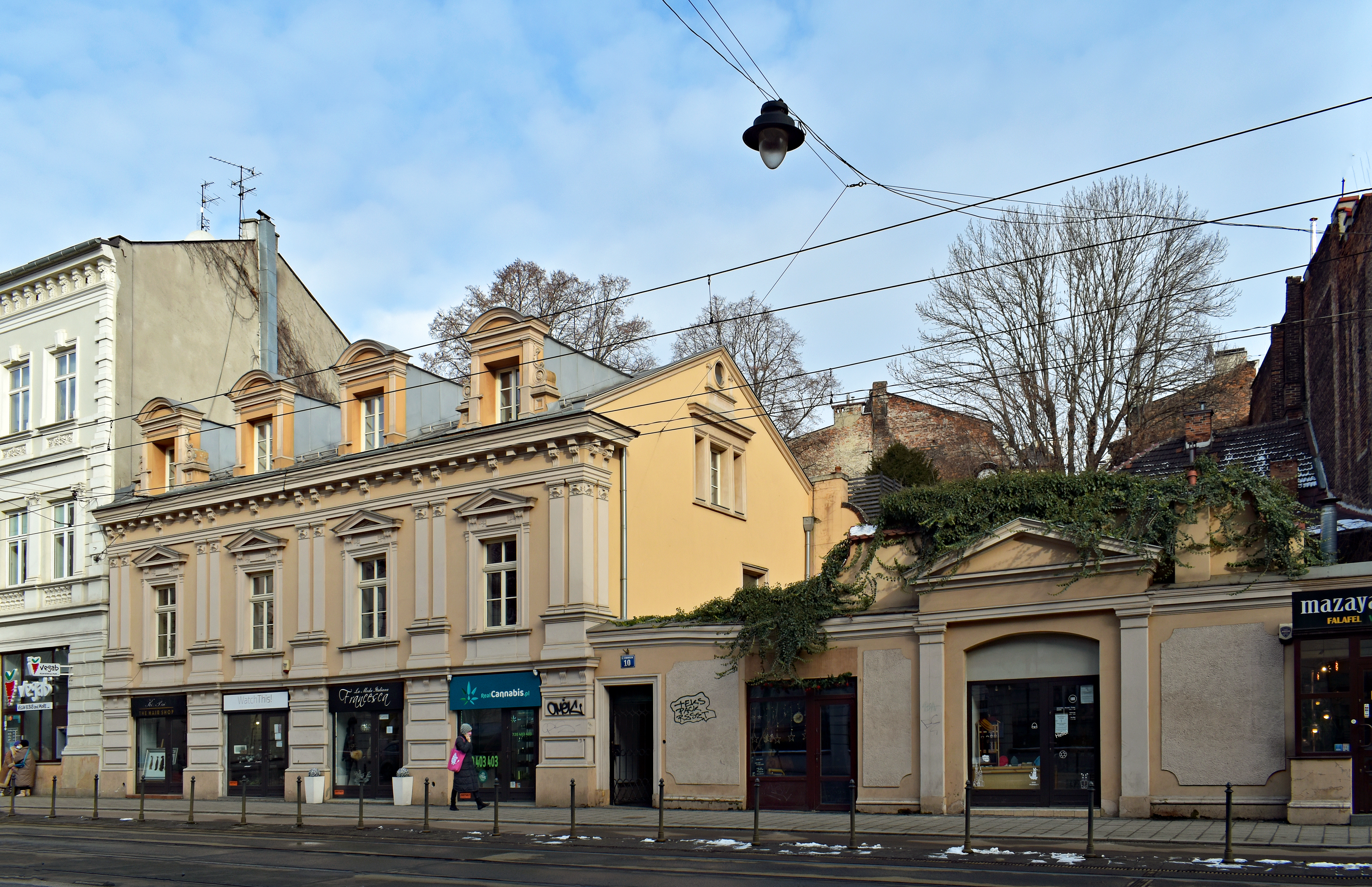
Kraków ul. Starowiślna 10 Kamienica

## Źródło
- Praca zbiorowa, red. prowadz. Joanna Czaj-Waluś Zabytki architektury i budownictwa w Polsce – Kraków, Krajowy Ośrodek Badań i Dokumentacji Zabytków, Warszawa 2007, ISBN 978-83-9229-8-1